# James Cammack
James Cammack est un bassiste de jazz américain né le 15 avril 1956.
Il est surtout connu pour sa participation au trio d'Ahmad Jamal.

## Carrière
Pendant près de trente ans, James Cammack a joué de la basse pour Ahmad Jamal. Son premier album solo, Both Sides of the Coin, est sorti en 2012. Avant de rejoindre Jamal en 1983, il a joué dans des groupes de l'armée américaine. C'est d'abord à l'âge de dix-huit ans qu'en 1974, il est devenu membre du West Point Army Band en tant que trompettiste, tout en apprenant la basse. Il a joué pour les Jazz Knights et le week-end dans des stations balnéaires des montagnes Catskill de New York. Parmi ses plus grandes influences à la basse, il cite Israel Crosby, George Duvivier et Milt Hinton.